# El Giol (Santa Coloma Sasserra)
El Giol és una masia del terme municipal de Castellcir, al Moianès.
Està situada en el sector nord del terme, en el petit pla que acull el poble rural de Santa Coloma Sasserra, amb l'església parroquial de Santa Coloma i la Rectoria. És a migdia del Pla del Forn; a llevant seu, a la vall del torrent del Soler, es troba el Camp de la Terma.
Possiblement hereva de la Domus de Santa Coloma, una part dels seus murs degueren ser aixecats amb les pedres d'aquella domus. És un gran casal data entre el segle xvi i el XVIII, i està format per tres cossos diferents. El central, el més antic, és rectangular i encarat a migdia. Els altres dos, posteriors, formen un angle recte amb aquest cos més antic.
A prop i al sud-oest del Giol, al començament del pla on es troba aquest petit poble, hi ha l'immens Roure del Giol, declarat oficialment Arbre Monumental de Catalunya.
A prop i al sud-oest del Roure del Giol hi ha les restes de la Domus de Santa Coloma.